# Arthur M. Schlesinger Jr.
Arthur Meier Schlesinger Jr. (Columbus, 15 ottobre 1917 – New York, 28 febbraio 2007) è stato uno storico e saggista statunitense. Due volte vincitore del premio Pulitzer, è stato anche un attivista e commentatore politico e uno dei più influenti critici sociali del Novecento.
Uno dei principi fondanti del pensiero di Schlesinger è stato quello secondo cui persone dalla forte personalità sono in grado di mutare il corso degli eventi e, per estensione, della storia. La sua figura di storico, e commentatore, fra i più influenti del XX secolo, non è stata esente da critiche, più o meno velate, in particolare in rapporto alla sua vicinanza ad almeno tre esponenti della famiglia Kennedy, per i quali curò, come consigliere, le campagne elettorali presidenziali.

## Biografia
Alla nascita fu registrato con il nome di Arthur Bancroft Schlesinger; sua madre apparteneva alla famiglia dei Bancroft, che si diceva avesse avuto legami con quella del primo grande storico statunitense, George Bancroft. Il nonno paterno fu un ebreo prussiano che si convertì al protestantesimo e che poi sposò un'austriaca di religione cattolica. Poco più che adolescente, scelse di firmarsi semplicemente come Arthur M. Schlesinger Jr. Il suo stretto rapporto - di amicizia e collaborazione - con John F. Kennedy, nel periodo in cui il leader democratico ricoprì il mandato presidenziale, è stato da lui raccontato nel dettagliato resoconto intitolato A Thousand Days (I mille giorni).
Figlio di Arthur Schlesinger Sr., nato nella capitale dell'Ohio, è conosciuto per aver essenzialmente analizzato, in tutte le sue forme, il liberalismo statunitense, visto attraverso l'opera di eminenti personalità del mondo economico e di alcuni presidenti, o aspiranti tali, come ad esempio Franklin D. Roosevelt, John F. Kennedy, Robert Kennedy. È conosciuto anche per aver coniato il termine imperial presidency, riferito all'epoca della presidenza di Richard Nixon.
Arthur Meier Schlesinger Sr., presidente del dipartimento di storia dell'Università di Harvard, nel 1929 aveva invitato Gaetano Salvemini a insegnarvi e Salvemini, dal 1933, fu membro a pieno titolo del dipartimento. Salvemini fu così una figura familiare negli anni della gioventù di Arthur Schlesinger Jr.
Amava sostenere che, se si vuole sopravvivere, occorre «...avere idee, una visione complessiva, e coraggio». Ovvero cose che «...difficilmente possono essere programmate». «Tutto quanto concerne la vita intellettuale e morale di ciascuno - affermava - ha principio da un individuale confronto con la propria mente e con la propria coscienza». Arthur Schlesinger Jr. fu redattore dei discorsi elettorali per John F. Kennedy, detti allora "della Nuova Frontiera".
È morto all'età di ottantanove anni per un arresto cardiaco che lo ha colpito mentre si trovava a cena in un ristorante di Manhattan.

### Schlesinger in Italia
Gaetano Salvemini fu una figura familiare negli anni della gioventù di Arthur Schlesinger Jr. e gli trasmise gli ideali di libertà e uguaglianza che troviamo nei Discorsi della Nuova Frontiera, scritti per Kennedy.
Da militare Schlesinger collaborò con l'OSS (l'agenzia di spionaggio americana che fece da precursore alla CIA) durante la seconda guerra mondiale e dopo il conflitto visitò l'Italia, invitato da Tullia Zevi, conosciuta nel 1940, conobbe Pietro Nenni e Giuseppe Saragat. Schlesinger fu d'accordo sull'intervento della CIA per evitare la vittoria comunista nelle libere elezioni del 1948. Schlesinger seguì le vicende politiche italiane e mantenne contatti con ambienti vicini al Partito Socialista Italiano e al PSDI.

Il presidente Kennedy affidò a Schlesinger il compito di valutare la politica americana verso l'Italia. Schlesinger sostenne il progetto del centro-sinistra, ma l'ambasciata americana a Roma, il gruppo italiano del Dipartimento di Stato e la filiale CIA di Roma, responsabile locale William Colby, sostenuti dall'ex ambasciatrice Clare Boothe Luce, ostacolarono l'apertura al centro-sinistra.
Kennedy invece era favorevole alla formazione di una coalizione italiana di centro-sinistra, credendo che potesse diventare un modello per Germania e Francia dopo il pensionamento di Konrad Adenauer e Charles De Gaulle. Assorbito dai molti impegni (Baia dei Porci, l'incontro con Nikita Kruscev, i problemi in Laos), delegò a Schlesinger il compito di tratteggiare la politica italiana secondo una linea americana.
Schlesinger mise insieme un gruppo di "uomini della Nuova Frontiera", ribattezzati "personaggi della Casa Bianca" (White House characters), e cominciò una grande discussione all'interno del gruppo di potere americano sulla questione italiana. I personaggi della Casa Bianca includevano Robert Kennedy, McGeorge Bundy, Roger Hilsman, Averell Harriman, George Ball, Richard Gardner, Arthur Goldberg e Robert Komer. Fuori dalle file dell'amministrazione statunitense c'erano alcuni rappresentanti laburisti come Victor Reuther e Walter Reuther, che sostennero l'impegno del governo verso un'apertura alla socialdemocrazia. Fu scelto di sostenere la linea del centro-sinistra, che aveva come centro Amintore Fanfani e Aldo Moro, e come sinistra Pietro Nenni, Ugo La Malfa e Giuseppe Saragat. Il progetto fu ostacolato da tutti i burocrati del Dipartimento di Stato, dall'opposizione conservatrice e dai comunisti italiani, che in parlamento, lo faranno cadere.

### Dal maccartismo alle teorieliberal
L'attività di Schlesinger - all'interno e fuori dalla Casa Bianca - è stata influenzata da quella del padre, l'autorevole storico Arthur M. Schlesinger Sr. (1888 – 1965), che fu docente alla Ohio State University e all'Università Harvard.
Ispirato da sentimenti anticomunisti al tempo del maccartismo, poi avvicinatosi a una visione più liberal della politica (pur senza rimanere schiavo del politicamente corretto), è stato stimato per la schiettezza con cui ha saputo criticare certi aspetti della società americana. Nel suo ultimo libro, War and the American Presidency, non ha mancato di muovere aspre critiche rispetto alla politica estera statunitense durante la presidenza di George W. Bush, soprattutto riguardo alla guerra in Iraq (che ha bollato con la pittoresca locuzione: a ghastly mess, variamente traducibile ma sostanzialmente riconducibile a: "un orribile disastro").
Dagli anni ottanta si è occupato, con posizione critica, del cosiddetto multiculturalismo, il cui studio ha tradotto nel libro The Disuniting of America, pubblicato nel 1991.
Ha avuto sei figli, quattro dal suo primo matrimonio con la scrittrice Marian Cannon e due dalla seconda moglie Alexandra Emmet. Il figlio Stephen ha seguito le sue orme occupandosi di scienze sociali.

### Studi
- 1933 The Collegiate School
- 1938 Università di Harvard, senza ricevere il Ph.D.

### Servizio in tempo di guerra
- 1942-1943 - United States Office of War Information
- 1943-1945 - Office of Strategic Services

### Attività da educatore
- 1946-1961 - esercita l'attività di docente di storia a Harvard
- 1961 - viene eletto alla American Academy of Arts and Letters
- 1966 - è professore della classe Albert Schweitzer alla City University di New York

### Attivista democratico
- Figura tra i fondatori dell'Americans for Democratic Action
- Fra il 1952 e il 1956 scrive discorsi per la campagna elettorale del candidato Adlai Stevenson
- Nella campagna elettorale del 1960 scrive i discorsi di John F. Kennedy
- 1961-1964 - è assistente speciale per il Presidente per gli affari dell'America Latina
Scrive il famoso memorandum per Kennedy, nel quale fornisce una serie di raccomandazioni a proposito del tentativo di rovesciare Fidel Castro, attraverso uno sbarco nella Baia dei Porci
- 1968 - scrive i discorsi per la campagna elettorale di Robert Kennedy
- 1980 - cura la campagna presidenziale di Edward Kennedy
- Dal maggio 2005 fino alla morte collabora con The Huffington Post.

## Scritti
Un suo libro del 1949 - The Vital Center: The Politics of Freedom - costituì una delle pietre militari per le politiche riguardanti il cosiddetto New Deal avviato sotto la presidenza di Franklin Delano Roosevelt, anche se non fu esente da critiche (si parlò di capitalismo non stabilizzato) specie da parte di coloro che - come Henry A. Wallace - intravedevano come possibile una coesistenza del capitalismo con il comunismo.
Schlesinger - cui furono assegnati nel 1946 il Premio Pulitzer per la storia (per il libro The Age of Jackson), nel 1958 il Premio Bancroft, per l'opera The Crisis of the Old Order, e nel 1966 il Premio Pulitzer per la biografia e autobiografia per il citato A Thousand Days, divenne in anni successivi uno dei più influenti oppositori del multiculturalismo. Espose le proprie teorie in materia sul libro The Disuniting of America, pubblicato nel 1991. Cinque anni prima, nel 1986, aveva dato alle stampe The Cycles of American History, uno dei primi lavori globali sulle politiche degli Stati Uniti, influenzato dalla precedente opera del padre, anch'egli stimato storico.
Quello che segue è un elenco degli scritti pubblicati da Schlesinger:
- 1939 Orestes A. Brownson: A Pilgrim's Progress
- 1945 The Age of Jackson
- 1949 The Vital Center: The Politics of Freedom
- 1950 What About Communism?
- 1951 The General and the President, and the Future of American Foreign Policy
- 1957 The Crisis of the Old Order: 1919-1933 (The Age of Roosevelt, Vol. I)
- 1958 The Coming of the New Deal: 1933-1935 (The Age of Roosevelt, Vol. II)
- 1960 The Politics of Upheaval: 1935-1936 (The Age of Roosevelt, Vol. III)
- 1960 Kennedy or Nixon: Does It Make Any Difference?
- 1963 The Politics of Hope
- 1963 Paths of American Thought (con Morton White)
- 1965  I mille giorni di John F. Kennedy alla Casa Bianca, traduzione di Giancarlo Carabelli, Rizzoli, 1966,  p. 1056, ASIN B005ELY9UW. (titolo originale: A Thousand Days)
- 1965 The MacArthur Controversy and American Foreign Policy
- 1967 Bitter Heritage: Vietnam and American Democracy, 1941-1966
- 1967 Congress and the Presidency: Their Role in Modern Times
- 1968 Violence: America in the Sixties
- 1969 The Crisis of Confidence: Ideas, Power, and Violence in America
- 1970 The Origins of the Cold War
- 1973 The Imperial Presidency
- 1978 Robert Kennedy and His Times
- 1983 Creativity in Statecraft
- 1986 Cycles of American History
- 1988 JFK Remembered
- 1988 War and the Constitution: Abraham Lincoln and Franklin D. Roosevelt
- 1990 Is the Cold War Over?
- 1991 The Disuniting of America: Reflections on a Multicultural Society
- 2000 A Life in the 20th Century, Innocent Beginnings, 1917-1950
- 2004 War and the American Presidency

## Riconoscimenti
- 1946 - Premio Pulitzer[13]
- 1965 - National Book Award[14]
- 1966 - Premio Pulitzer[14]
- 1979 - National Book Award[15]
- 1998 - National Humanities Medal
- 2003 - Four Freedoms Award